# شانزلیزه-کلمانسو (متروی پاریس)
شانزلیزه-کلمانسو (فرانسوی: Champs-Élysées–Clemenceau‎) یکی از ایستگاه‌های خط ۱ و خط ۱۳ متروی پاریس است که در منطقه ۸ پاریس واقع شده و در سال ۱۹۰۰ تأسیس شده‌است. در سال ۲۰۲۰ میلادی ۱٬۷۳۵٬۳۵۰ مسافر از این ایستگاه استفاده کرده‌اند.

## نگارخانه

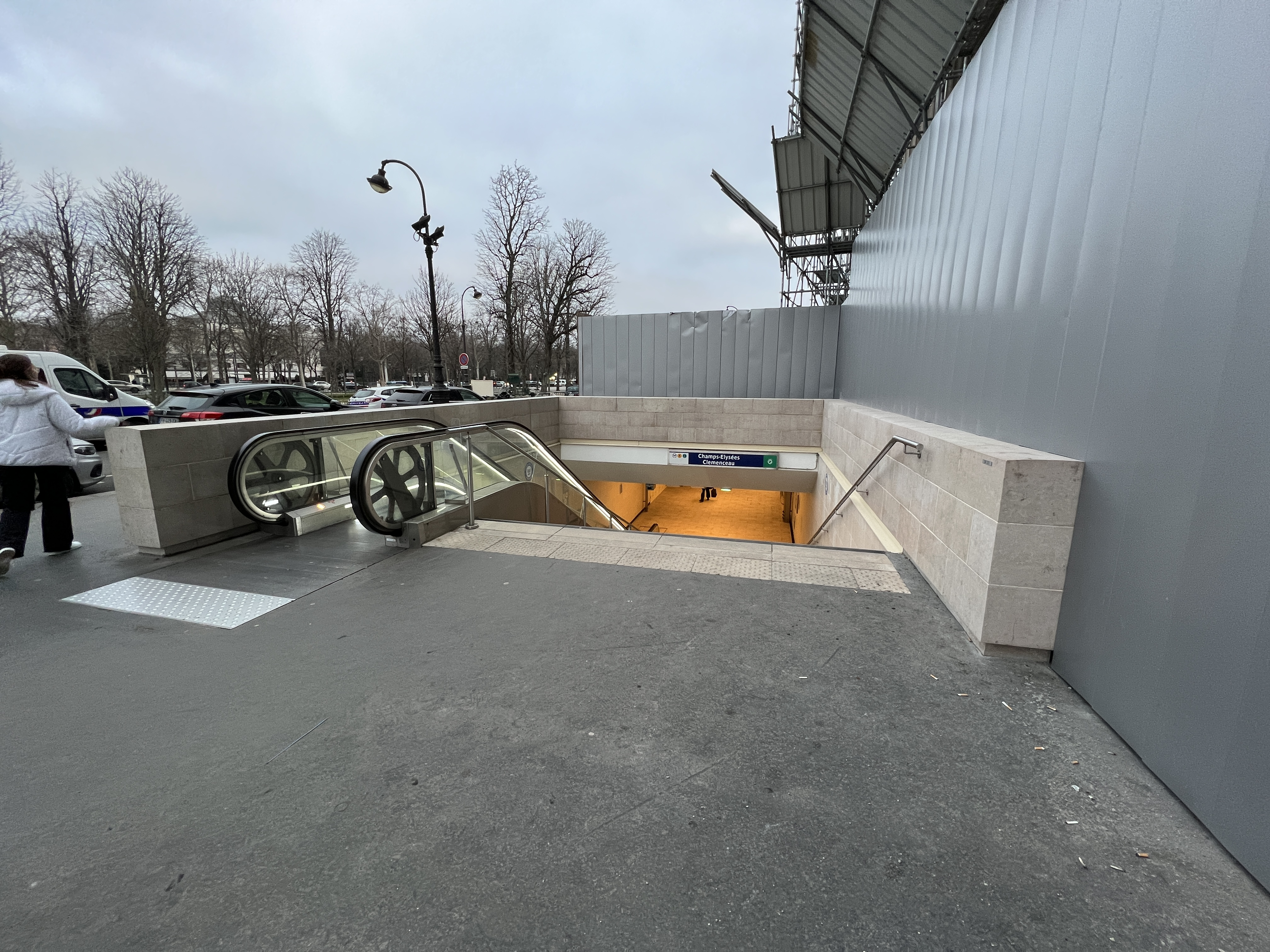
ورودی
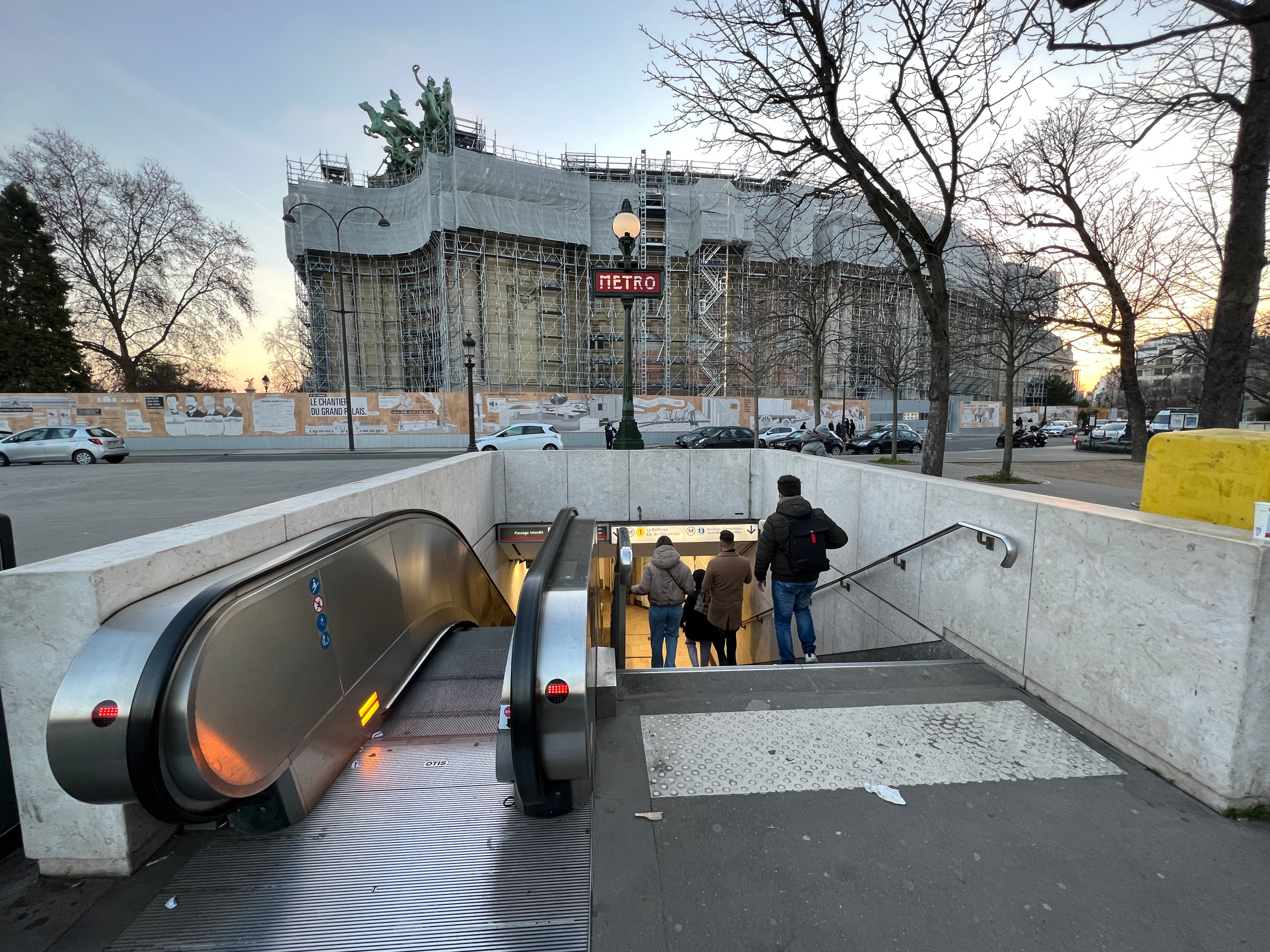
ورودی
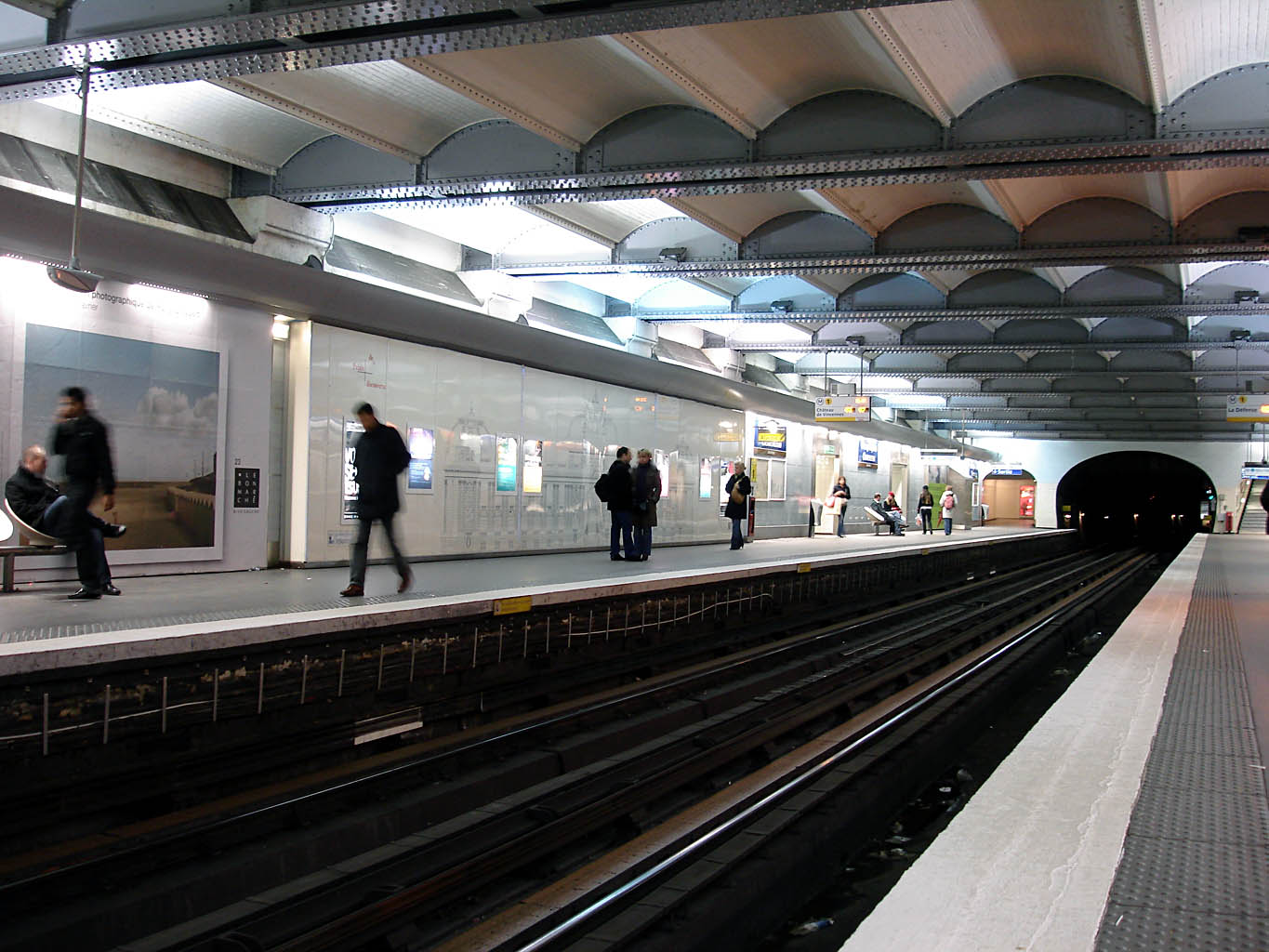
سکوهای خط ۱ متروی پاریس
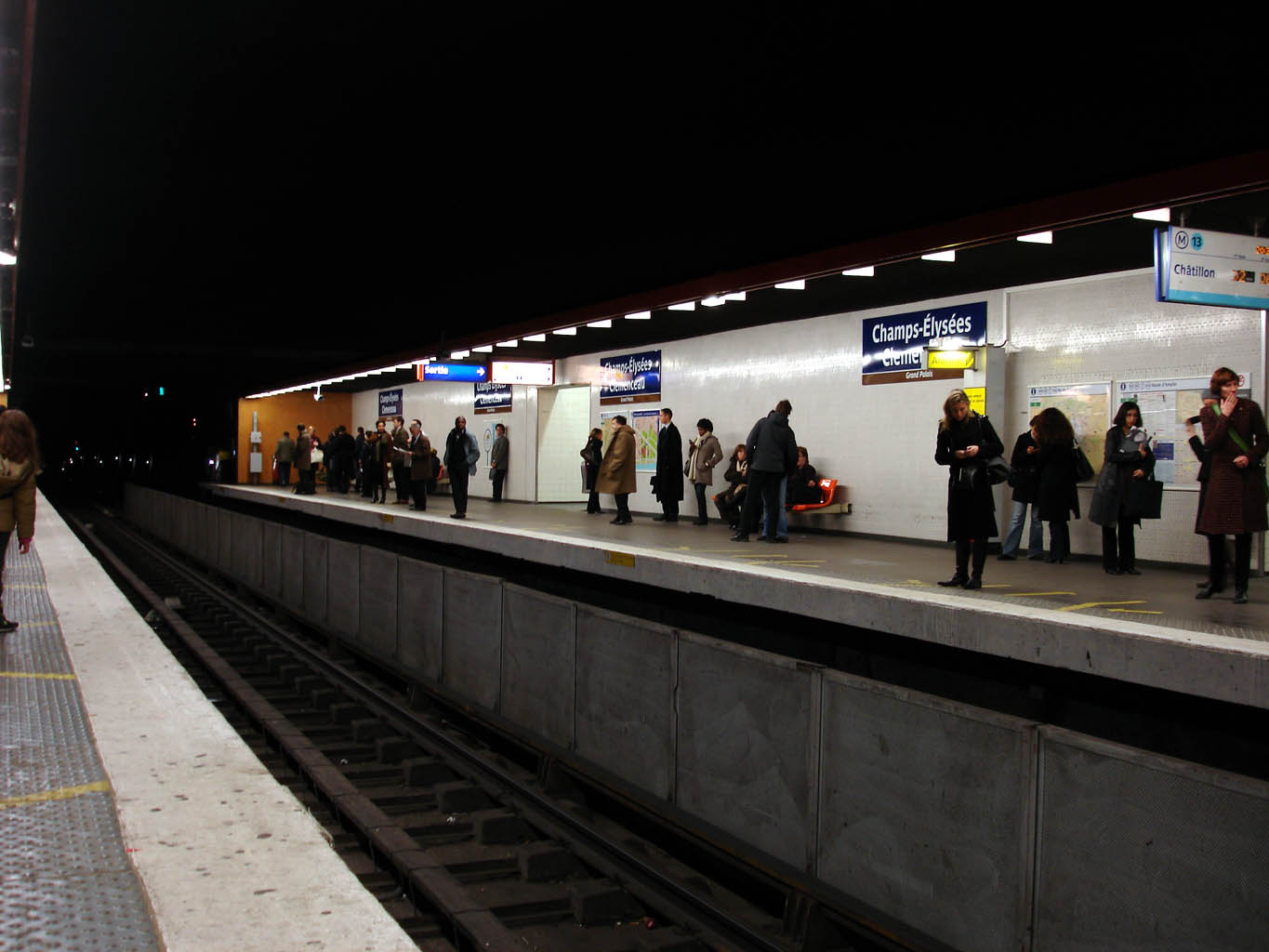
سکوهای خط ۱۳ متروی پاریس